# Anton von Burlo-Ehrwall
Ritter Anton von Burlo-Ehrwall (* 1791 in Triest; † 1880 in Innsbruck) war ein österreichischer Militär und Offizier. Er war Generalmajor und einer der ersten hohen Offiziere der Kaiserjäger seit ihrer Gründung 1816.

## Leben und Wirken
Er entstammte einer Patrizierfamilie aus Triest und schlug ganz der Familientradition die militärische Laufbahn ein. Bereits 1808 trat er in seiner Heimatstadt einem Regiment bei und wurde 1809 zum Leutnant ernannt. Eine klassische militärisch-akademische Ausbildung hatte er nicht erhalten.
Während der napoleonischen Kriege (1809 bis 1813) war er an der Verteidigung der Städte Villach und Rosegg beteiligt. Bei der Gründung der Kaiserjäger durch Kaiser Franz Joseph I. von Österreich 1816 gehörte Burlo-Ehrwall dazu und war einer der ersten Offiziere des Regiments, ihm unterstand das 3. Kaiserjägerregiment, dem er mehr als 36 Jahre diente. 1839 erfolgte seine Ernennung zum Hauptmann, 1844 zum Major.
Während des österreichisch-piemontinischen (italienischen) Krieges 1849 diente er unter Generalfeldmarschall Radetzky und zeichnet sich durch außerordentliche Tapferkeit aus. An der Besetzung Mailands war er ebenfalls beteiligt. Er wurde 1849 Regimentskommandant in Arona am Lago Maggiore. 1852 wurde er zum Generalmajor ernannt. 1855 wurde er in den Ritterstand erhoben und durfte sich von da an "von Ehrwall" nennen.
1859 wurde er Stadtkommandant von Trient. Nach seiner Pensionierung 1854 nahm er noch aktiv am Krimkrieg teil, zu dem Österreich einige Regimenter mit Reservisten bereitstellte.
Aufgrund seiner militärischen Verdienste und seines Einsatzes wurde er von der Stadt Innsbruck zum Ehrenbürger und vom Kaiser zum Feldmarschall-Leutnant ehrenhalber ernannt. Seine Volkstümlichkeit machte ihn in der Bevölkerung sehr beliebt.
Er war von 1838 bis 1871 verheiratet mit Amelie und Vater eines Sohnes und einer Tochter. Sein Sohn, Albrecht Ritter von Burlo-Ehrwall war k.uk. Landgerichtsadvokat und sein Enkel, Anton Ritter von Burlo-Ehrwall (1877–1914), war Hauptmann der Kaiserjäger und fiel 1914 während des Ersten Weltkrieges. Burlo-Ehrwall wurde auf dem K.u.k. Militärfriedhof Pradl in Innsbruck beigesetzt.